# Natale a Kaltenthal
Natale a Kaltenthal è un film per la televisione trasmesso in Germania il 23 dicembre 2008 in prima serata su Das Erste. È il primo dei tre film tv della serie Un ciclone in convento. In Italia è stato trasmesso per la prima volta il 25 dicembre 2009 alle 17:10 su Rai 1 e replicato sullo stesso canale il 21 dicembre 2011 alle 17:05.

## Trama
Il sindaco Wolfgang Wöller riceve l'invito per due persone da parte del papa per un'udienza privata. L'unica persona con cui pensa di andare è l'eterna "nemica" sorella Hanna che non accetta l'invito. Wöller non vuole mancare e fa sapere alla Madre Superiora del rifiuto di Hanna, la quale, poi, è costretta a seguire il sindaco...